# Hélène Châtelain
Hélène Châtelain (28 de desembre de 1935 - 11 d'abril de 2020) fou una actriu francesa famosa per la seva aparició a La Jetée de Chris Marker (1962), també treballà amb el dramaturg Armand Gatti i Iossif Pasternak. Fou, a més a més, traductora, escriptora i cineasta.

## Filmografia

### Actriu
- 1962: La Jetée de Chris Marker

### Directora i guionista
- 1973: Les Prisons aussi..., film 16 mm, réalisé par Hélène Châtelain et René Lefort. Production : G.I.P. (Michel Foucault), 1973
- 1972/73 : Dix jours sur la Z.U.P. des Minguettes ou l'Amazonie est de l'autre côté de la rue, film vidéo 1/2 pouce, réalisé par Hélène Châtelain et Stéphane Gatti. Production : A.C.I.D.E.
- 1976: Le lion, sa cage et ses ailes, 6 films vidéo 1/2 pouce d'Armand Gatti, tournage et montage d'Hélène Châtelain et Stéphane Gatti Production : Les Voyelles et l'I.N.A.
- 1977: Siniavsky, une voix dans le cœur, film 16 mm, auteur Hélène Châtelain, réalisé par Carlos de LLanos. Production : Seuil Audiovisuel, 1977.
- 1979: La première lettre, 6 films vidéo Umatic d'Armand Gatti, tournage et montage d'Hélène Châtelain, Stéphane Gatti et Claude Mouriéras. Production : Les Voyelles et l'I.N.A. (1979). Passage à FR3 en juillet/août 1979. Et un indéit rélasiée par H. Châtelain.
- 1980: Un Poème, cinq films, film vidéo Umatic, écrit par Hélène Châtelain, réalisation et montage de Stéphane Gatti. Sur l'oeuvre d'Armand Gatti. Production : Les Voyelles et Ministère des Relations Extérieures.
- 1982: Irlande, terre promise, film vidéo Umatic, écrit et réalisé par Hélène Châtelain. Documentaire sur le contexte du tournage de Nous étions tous des noms d'arbres. Production : Les Voyelles et Dérives Films Production
- 1985: Nous ne sommes pas des personnages historiques, film vidéo BVU d'Hélène Châtelain. Production : Les Voyelles et l'Archéoptéryx, Documentaire sur la pièce d'Armand Gatti et du personnage de Nestor Makhno.
- 1985: Les Gens de la moitié du chemin, film vidéo BVU d'Hélène Châtelain. Sur la communauté Hmong (Laos) réfugiée à Toulouse. Production : Les Voyelles et l'Archéoptéryx.
- 1985: Le Double Voyage, film vidéo BVU d'Hélène Châtelain et Christophe Loyer. ; Texte, dessins et sculptures : Christophe Loyer ; Montage : Hélène Châtelain. Production : L'Archéoptéryx, Ministère de la culture. Les Voyelles,
- 1987: Maintenant, ça va, film vidéo BVU d'Hélène Châtelain. Co-production : Centre Simone de Beauvoir et La Parole Errante.
- 1988: Pourquoi les oiseaux chantent, film vidéo BVU d'Hélène Châtelain. Co-production : Centre Simone de Beauvoir et La Parole Errante.
- 1988: Le Bannissement (film sur le poète Alexandre Galitch)
- 1990: Qui suis-je ? (Marseille 1990), film vidéo bétacam d’Hélène Châtelain sur un scénario d'Armand Gatti Co-production La Parole Errante Vidéo 13, 1990. Portraits de stagiaires sur la pièce d'Armand Gatti Le Cinécadre de l'esplanade Loreto reconstitué à Marseille pour la grande parade des pays de l’Est.
- 1990: De la petite Russie à l’Ukraine, film de Iossif Pasternak, texte de Leonid Pliouchtch (Hélène Châtelain est à l’initiative du projet). Production Vidéo 13.- ARTE
- 1991: Moscou, 3 jours en août, film de Iossif Pasternak, co-montage et traduction d’Hélène Châtelain. Production Vidéo 13. ARTE.
- 1992: Le Fantôme Efremov
- 1994: La Cité des savants (telefilm Arte)
- 1995: Nestor Makhno, un paysan d’Ukraine, voir en ligne, voir en ligne sur Internet Archive..
- 1997: Mikhaïl A. Boulgakov, en collaboration avec Iossif Pasternak
- 2000: Goulag, documentaire écrit par Hélène Châtelain, réalisation Iossif Pasternak, 220 min, 13 Production,[4] le documentaire a été diffusé en Plantilla:Date- par Arte, en 2 parties (2 fois 110 min)[5]
- 2003: Le Génie du mal, documentaire sur le compositeur russe, Alexandre Lokchine (1920-1987), réalisation Iossif Pasternak, co-écrit par Hélène Châtelain, 85 min, 13 Production[6]
- 2003 : Chant public devant deux chaises électriques
- 2004: Efremov, lettre d’une Russie oubliée